# Кембел (Небраска)
Кембел (енгл. Campbell) град је у америчкој савезној држави Небраска.

## Демографија
По попису из 2010. године број становника је 347, што је 40 (-10,3%) становника мање него 2000. године.
| Група             | 2000.       | 2010.       |
| Белци             | 378 (97,7%) | 336 (96,8%) |
| Афроамериканци    | 0 (0,0%)    | 0 (0,0%)    |
| Азијати           | 0 (0,0%)    | 0 (0,0%)    |
| Хиспаноамериканци | 2 (0,5%)    | 3 (0,9%)    |
| Укупно            | 387         | 347         |